# لويزة مقوسة الورق
لويزة مقوسة الورق (الاسم العلمي:Aloysia arcuifolia) هو نوع نباتي يتبع جنس اللويزة من فصيلة اللويزية.